# Réserve totale du Singou

Das Réserve totale du Singou im Westen des WAP-Komplexes.

Das Réserve totale du Singou liegt im Südosten Burkina Fasos in der Provinz Gourma. Seit 2017 gehört das Réserve totale du Singou zur Welterbe-Pufferzone des WAP-Nationalparkkomplexes. Seinen Namen verdankt das Schutzgebiet dem Singou, einem Nebenfluss des Pendjari. Im Süden schließen sich zwei weitere Schutzgebiete, südwestlich jenseits des Singou das Réserve partielle de Pama und südöstlich das Réserve partielle de l'Arli an. Im Norden liegt eine Jagdzone.
Es führen keinerlei größere Straßen zum Schutzgebiet und auch die Lage zwischen anderen Schutzgebieten im ohnehin relativ dünn besiedelten Südosten Burkina Fasos ist eine Voraussetzung für die gering gestörten naturnahen sudanischen Savannenlandschaften des Schutzgebiets.